# EComStation
eComStation（イーコムステーション）は、Mensys社が開発しているオペレーティングシステム (OS) である。略して、eCSと呼ばれることもある。
IBMが開発したOS/2 Warp 4のOEM、OS/2 Warp 4 コンビニエンスパッケージがベースとなっている。
現在の最新版は eComStation 2.1 であるが、ローカライズ作業に手間取っているため英語版とドイツ語版に限られる。そのため eComStation 1.2.5 としてロシア語版、eComStation 1.2R としてイタリア語版、eComStation 1.2 としてオランダ語版が同時に提供されている。
OS/2コンビニエンスパッケージで提供されていたソフトウェアメンテナンスに相当する、1年更新の Software Subscription Services を購入すると、Flash 11 for eComStation や ACPI for eComStation など最新テクノロジーが利用できるようになる。なお eComStation 1.2 までは別売だったが、eComStation 2.0 で一定期間の Software Subscription Services が含まれるようになった。
実質的な後継は、2017年5月にリリースされた、ArcaOSである。

## 歴史
- 2000年 Serenity Systems社が、IBMよりOS/2 Warp 4のOEMライセンスを受ける
- 2001年10月4日 OS/2 Warp 4 コンビニエンスパッケージWARP4.51をベースに、eComStation 1.0 リリース
- 2003年5月24日 OS/2 Warp 4 コンビニエンスパッケージWARP4.52をベースに、eComStation 1.1 リリース
- 2004年5月7日 WARP4.52にFixPak4を適用したものをベースに、eComStation 1.2 RC1 リリース
- 2004年8月12日 eComStation 1.2 リリース
- 2005年11月4日 eComStation 1.2R リリース（Media Refresh）
- 2009年8月31日 eComStation 2.0 RC7 英語版リリース
- 2010年5月15日 eComStation 2.0 GA 英語版リリース
- 2011年5月7日 eComStation 2.1 GA 英語版リリース